# Farní sbor Českobratrské církve evangelické v Praze 8 – Libni
Farní sbor Českobratrské církve evangelické v Praze 8 - Libni je sborem Českobratrské církve evangelické v Praze. Sbor spadá pod Pražský seniorát.
Sbor byl ustaven jako samostatný roku 1929.
Ve sboru slouží faráři Roman Mazur a Jakub Helebrant, kurátorkou je Silvie Rosenová.

## Faráři sboru
- Jan Šoltész (1956)
- Pavel Smetana (1979–1991)
- Kateřina Roskovcová (1988–1995)
- Ondřej Stehlík Th.D. (1994–2002)
- Pavel Hříbek (2003–2005)
- Miloslav Nekvasil (2005–2006)
- Roman Mazur (od roku 2006)
- Jakub Helebrant (od roku 2022)